# Grozd – Glas roditelja za djecu
Grozd – Glas roditelja za djecu je hrvatska udruga građana, koju je osnovala 2006. godine skupina roditelja s ciljem unaprjeđivanja kvalitete odgoja djece i poboljšanja položaja obitelji u suvremenom dinamičnom društvu.
U polemici oko zdravstvenog odgoja u osnovnim i srednjim školama zastupa konzervativno stajalište, prema učenju Rimokatoličke Crkve (teologija tijela). Zalažu se za kvalitetan, transparentan i znanstveno i pedagoški utemeljen program te za pravo roditelja na izbor programa, koji je sukladan njihovim odgojnim vrijednostima.
Poduprijeli su građansku inicijativu U ime obitelji i referendum o ustavnoj definiciji braka.
Europski odbor za socijalna prava (eng. European Committee for Social Rights, ECSR) je 2009. godine zaključio da je GROZD-ov pro-apstinencijski program spolnog odgoja zakonski prihvatljiv.
Predsjednik ove udruge od 2008. do kraja 2012. godine bio je Ladislav Ilčić, a od 2013. predsjednica je Kristina Pavlović. Potpredsjednica udruge je Željka Markić.

## Vanjske poveznice
- Službena web stranica udruga